# بوب سميث (سياسي أسترالي)
بوب سميث (بالإنجليزية: Bob Smith)‏ هو ضابط بحري ونقابي وسياسي أسترالي، ولد في 22 مايو 1948 في إنجلترا في المملكة المتحدة. حزبياً، نشط في حزب العمال الأسترالي. وقد انتخب President of the Victorian Legislative Council ‏ (19 ديسمبر 2006 – 20 ديسمبر 2010) وانتخب عضو المجلس التشريعي الفيكتوري (18 سبتمبر 1999 – 26 نوفمبر 2010).